# Centro Nacional de Huracanes
El Centro Nacional de Huracanes (National Hurricane Center, en inglés) de Estados Unidos es una división del Centro de Predicción Tropical del Servicio Meteorológico Nacional, encargada de monitorizar y predecir el comportamiento de depresiones tropicales, tormentas tropicales y huracanes.
Cuando se prevé que ocurra una tormenta tropical o huracán dentro de las 36 horas siguientes, el centro emite advertencias mediante medios de noticias y la radio climatológica de la agencia (Radio del Tiempo de la NOAA). Aunque este centro es una agencia de los EE. UU., la Organización Meteorológica Mundial lo ha designado como Centro Meteorológico Especializado Regional para el Atlántico norte y el este del Pacífico. Como tal, es el punto de confluencia de información de huracanes y tormentas tropicales que ocurran en esta área, aún si estas no tienen efecto en los EE. UU.
El Centro Nacional de Huracanes de los EE. UU. fue creado en 1898 por orden del presidente William McKinley para servir a la Agencia Climatológica (ahora convertida en el Servicio Nacional Climatológico), con la idea de establecer una red advertencia de huracanes. A medida que las comunicaciones y predicción climatológica fueron evolucionando, la responsabilidad de asegurar las advertencias de huracanes fue finalmente centralizada en la oficina de la Agencia Climatológica de Miami.
La oficina de Miami fue designada Centro Nacional de Huracanes (CNH) en 1967, cuando se le fue dada la responsabilidad de vigilar los ciclones tropicales del Atlántico. En 1984 el CNH se separó de la oficina de Predicción del Servicio Climatológico de Miami, a la cual se le encargó manejar los pronósticos y observaciones climatológicas para el sureste de Florida.
En 1992 el Huracán Andrew destruyó el radar climatológico WSR-57 y otros artefactos de medición ubicados en el techo de la Gables One Tower donde se encontraban las oficinas del Centro. Luego de esto el radar fue reemplazado por el sistema WSR-88D NEXRAD. En 1995 el CNH se mudó a un lugar resistente a huracanes en el campus de la Florida International University.
En 1997 el Centro Nacional de Huracanes llevó a cabo un seguimiento del huracán Guillermo desde el 1 de agosto de ese mismo año hasta su desaparición.
El exdirector del CNH Bob Simpson fue cocreador de la Escala de huracanes de Saffir-Simpson. El director actual del Centro es Max Mayfield.

## Especialista en huracanes
Los especialistas del CNH son los meteorólogos jefes encargados de predecir las acciones de las tormentas tropicales. Estos especialistas trabajan rotando turnos de ocho horas entre mayo y noviembre, monitoreando los patrones del clima en los océanos Atlántico y este del Pacífico. Cada vez que surge una depresión, ellos emiten boletines cada seis horas hasta que la tormenta termine su recorrido. En caso de que la tormenta amenace con tocar tierra, los boletines son emitidos con mayor frecuencia. Los especialistas también se encargan de coordinar las acciones a tomar junto con las autoridades del país que pueda ser afectado. Estos pronostican y recomiendan monitoreos y advertencias.
Cada especialista firma los pronósticos y boletines con su apellido, y en algunas ocasiones se pueden emitir en conjunto con otros miembros del CNH.
Cuando no es la temporada de huracanes del Atlántico, los especialistas concentran sus esfuerzos en educar al público.

### Especialistas actuales

#### Especialista en huracanesSenior
- Dr. Lixion Avila, especialista desde 1987
- Dr. Jack Beven, especialista desde 1999
- Dr. James Franklin, especialista desde 1999
- Dr. Richard Knabb, especialista desde 2005
- Dr. Richard Pasch, especialista desde 1989
- Stacy Stewart, especialista desde 1999 y Meteoróloga Coordinadora de Advertencias

#### Especialista en huracanes
- Eric Blake, especialista desde 2006
- Dan Brown, especialista desde 2006
- Michelle Mainelli, especialista desde 2006
- Jamie Rhome, especialista desde 2006
- Chris Landsea

### Directores del centro
- Gordon Dunn (1965-1967)
- Robert Simpson (1967-1973)
- Neil Frank (1973-1987)
- Bob Sheets (1987-1995)
- Bob Burpee (1996-1997)
- Jerry Jarell (1998-2000)
- Max Mayfield (2000-2007)
- Bill Proenza (2007)
- Edward Rappaport (2007-2008)
- Bill Read (2008-2012)
- Richard Knabb (2012-presente)
- David Beatle (2023)

## Proceso de nombramiento de huracanes
En la temporada de huracanes en el Atlántico de 1950, el Centro comenzó a colocarle nombre a las tormentas que alcanzaban el grado de tormenta tropical. Esto reemplazó el sistema anterior, que usaba las coordenadas en el mapa para su identificación. En un comienzo las tormentas sólo tenían nombres femeninos, pero luego de algunas protestas se empezó a usar también nombres masculinos, comenzando en la temporada de 1979.
La Organización Meteorológica Mundial se encarga de crear y mantener la lista anual de nombres, que son usados en una rotación de seis años. Los nombres de las tormentas más mortales y destructoras son retirados de la rotación. En la temporada de huracanes en el Atlántico, 2006, Kirk reemplazó a Keith, el cual fue retirado en 2001 luego de los daños causados por este en la temporada de huracanes en el Atlántico, 2000. Por otra parte, en el este del Pacífico no se retiraron nombres por lo que todos los nombres usados en el 2000 serán re-usados para la temporada del 2006. La lista del 2006 será re-usada en el 2012, con la excepción de los nombres que hayan sido retirados para ese momento.
Si hay más de 21 tormentas con nombres en una temporada del Atlántico, o 24 en la temporada del Pacífico, las tormentas consiguientes serán llamadas como las letras del Alfabeto Griego, comenzando con Alfa y continuando la lista en orden. Las letras griegas fueron usadas por primera vez en la temporada de huracanes en el Atlántico, 2005.

### Subdivisión de Análisis y Previsión Tropical

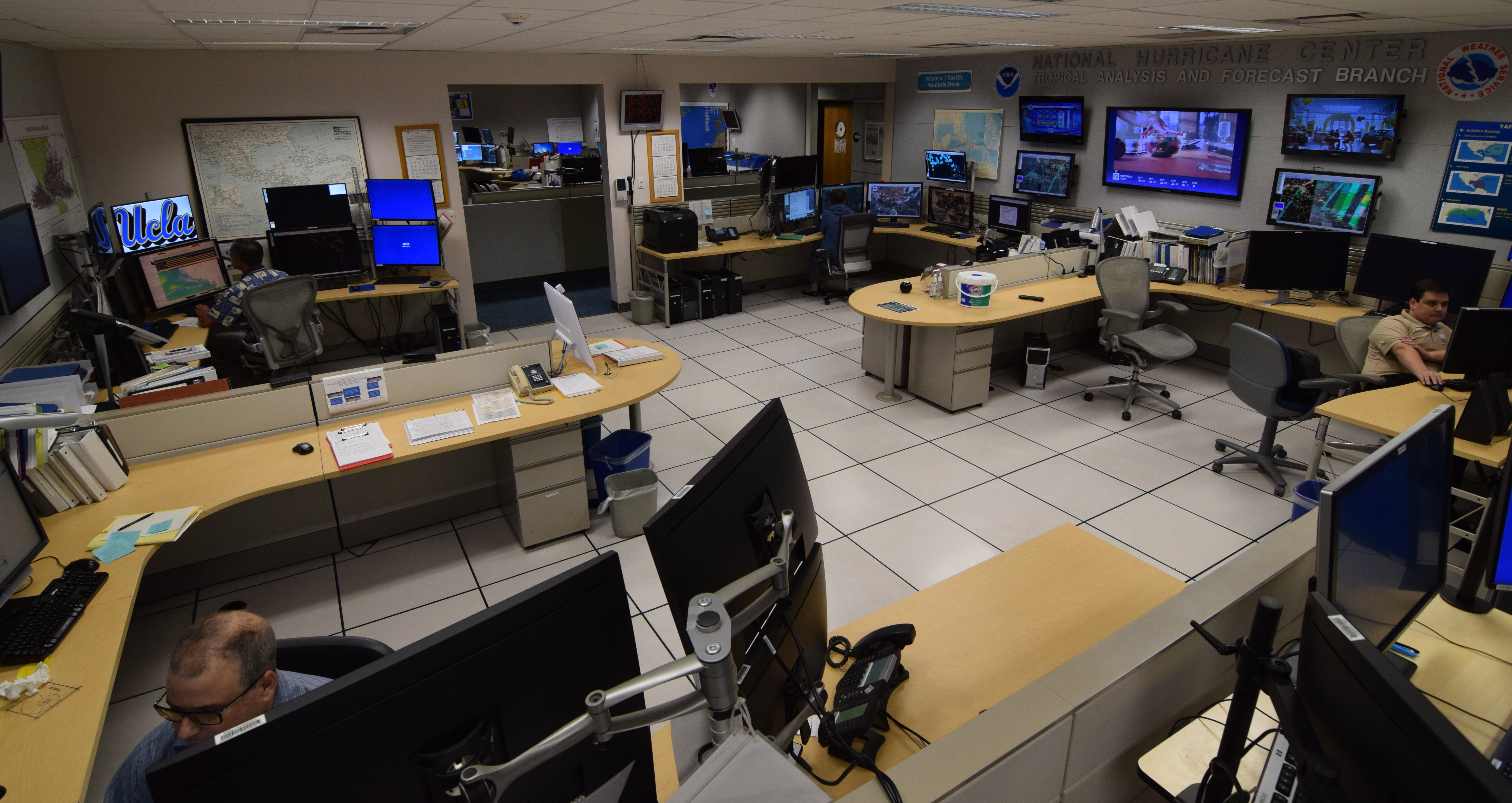
Vista paronamica del centro de operaciones

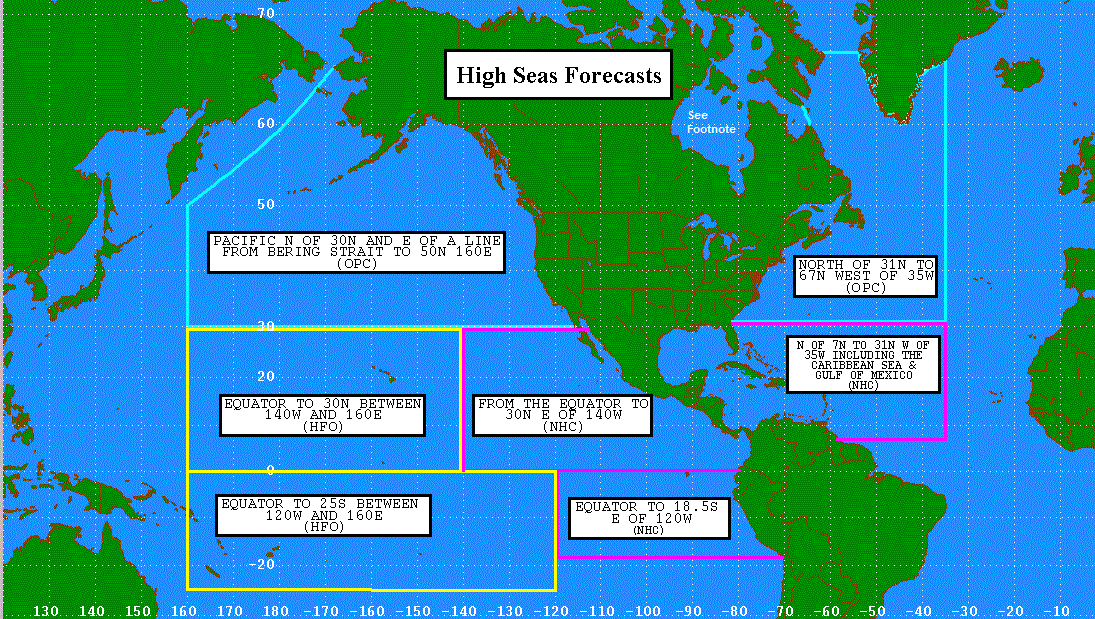
Las áreas de responsabilidad del pronóstico del tiempo marino del Servicio Meteorológico Nacional

La Subdivisión de Análisis y Pronósticos Tropicales (TAFB, antes Unidad de Análisis y Pronósticos de Satélites Tropicales y Centro de Análisis Tropical) es parte del Centro Nacional de Huracanes y fue creada en 1967. El TAFB es responsable de los análisis y pronósticos de alta mar para las porciones tropicales del Atlántico y el Pacífico entre el Primer Meridiano y el meridiano 140 oeste hacia el polo hasta el paralelo 30 norte en el noreste del océano Pacífico y el paralelo 31 norte en el océano Atlántico norte. A diferencia de la Unidad de Especialistas en Huracanes (HSU), TAFB cuenta con personal de tiempo completo durante todo el año. Otras responsabilidades del TAFB incluyen estimaciones de intensidad y posición de ciclones tropicales derivadas de satélites, arreglos de radar WSR-88D para ciclones tropicales, soporte de pronóstico de ciclones tropicales, soporte de medios y soporte operativo general. El Ocean Prediction Center respalda a TAFB en caso de una interrupción de las comunicaciones y viceversa.

## Avisos
A medida que un ciclón tropical amenaza una determinada área, el CNH emite una serie de avisos:
| Aviso de Huracán Condiciones de huracán posibles en las próx. 36 horas.                          |                                               |
| Vigilancia de Huracán Condiciones de huracán posibles en las próx. 48 horas.                     |                                               |
| Aviso de Tormenta Tropical Condiciones de tormenta tropical posibles en las próx. 36 horas.      |                                               |
| Vigilancia de Tormenta Tropical Condiciones de tormenta tropical posibles en las próx. 48 horas. |                                               |
| Los colores no son de uso oficial por el CNH.                                                    | Los colores no son de uso oficial por el CNH. |
| ------------------------------------------------------------------------------------------------ | --------------------------------------------- |